# Capitophorus formosartemisiae
Capitophorus formosartemisiae är en insektsart som först beskrevs av Takahashi, R. 1921.  Capitophorus formosartemisiae ingår i släktet Capitophorus och familjen långrörsbladlöss. Inga underarter finns listade i Catalogue of Life.